# Vatas hednauppror
Vatas hednauppror eller Det första stora hednaupproret i Ungern var ett religiöst motiverat uppror som ägde rum i kungariket Ungern år 1046. 
Upproret var en del av tronstriderna i det politiskt instabila Ungern, där hedniska eller kristna fraktioner ur adeln stödde olika tronkandidater av religiösa skäl. 
Den kristna kung Peter I av Ungern hade avsatts en första gång 1041, och när han 1044 återkom samlade sig en hednisk opposition under ledning av adelsmannen Vata, som 1046 samlade Ungerns hedniska opposition i uppror. Kyrkor förstördes och präster dödades, däribland Gerhard Sagredo av Csanád, och Peter I avsattes en andra gång medan Andreas I av Ungern uppsattes på tronen. Andreas I kom dock snart att svika sitt ord till hedningarna.  